# Харем-и Хумаюн
Харем-и Хумаюн (на турски: Harem-i Hümâyûn), известен в България като Златната клетка, още и като Златния кафез, е харемът на султана на Османската империя.
Османският харем влияе върху държавническите решения на османските султани във всички области на политиката на империята, още от времето на Сюлейман Великолепни, който въвежда за султанските и халифски майки титлата валиде султан(ка).

## История
Османският султански харем се е намирал в двореца „Топкапъ“ в Истанбул.
Издържал се е от специален налог, наречен башмаклък (превеждан като „на обувка“). Обслужвал се е, по византийски модел, от евнуси, облечени в черно (кара агаларъ), командвани от дарюсадет агасъ(darüsaadet ağası). Капъ агасъ е началникът на белите евнуси (акагалар) отговарящ за сигурността на харема и на вътрешните помещения на двореца (ендерун), когато султанът прескача до харема. До 1587 г. заемащият длъжността капа агасъ разполага с вътрешната власт в двореца, а важността на поста му е сравнима с тази на везира, но след 1578 г. по-влиятелен от него е командирът на черните евнуси.

## Обитатели
Това е жилището на султанската майка (валиде султан), на неговите сестри, дъщери и наследниците на султана (шахзаде), на жена му (кадън ефендилер), любовниците и наложниците му. В харема са живели около 700 жени от построяването на Кафеза. В османския харем е съществувала строга йерархия. Първа дама е била валиде султанката, след нея по ранг са били неговите съпруги, а след това вече сестрите му.
В харема на султана е имало и робини, обикновено наложници са ставали момичета, продавани от родителите си да учат в харема и да придобият специално образование. Момичетата са откупувани от бащите им на възраст от 5 – 7 години и са обучавани до 14 – 15 годишна възраст. Те са били обучавани по музика, готварство, шиене, придворен етикет и на изкуство да доставят максимално удоволствие на мъжете (нещо като японските гейши). При продажба на дъщери за обучение в харема, бащите им са подписвали специален документ, където се посочвало, че те са съгласни за в бъдеще да не предявяват никакви претенции върху дъщерите си, както и че са съгласни да не се срещат с детето си до края на живота си. След като попаднат в харема, момичетата получавали друго „тайно име“.
Султанът по протокол е могъл да има 4 фаворитки за любовници – гюзиде. Ако наложницата зебременее, тя била премествана в категория „щастливи“ (икбал). След раждането на султанския наследник щастливата получавала статут на съпруга на султана. Оттогава тя имала в двореца самостоятелна стая, имайки право на дневно меню от 15 ястия, както и много робини за домашна прислуга. Само една от жените на султана е получавала титлата султанши или „хасеки султан“ – това била тази, чийто син може да наследи трона. Всички наложници в харема на султана, както и слугините, и другите жени там, са били длъжни да целуват краищата на роклята на Султанша. Равна на султанша се е считала само майката на султана – валидето. Султаншата, независимо от нейния произход, е могла да бъде много влиятелна в управлението на империята (най-известният пример е Роксолана).
След 9-годишна служба в харема султанските наложници, никога не избирани от султана „по любов“, са имали правото да напуснат харема. В такъв случай султанът при омъжването им изплащал пребогата зестра, а освободените от харема получавали и специален документ (тапия), че са свободни хора.

## Ритуал
При избор на султанска наложница за през нощта султанът е спазвал определен ритуал, изпращайки на избраницата си подарък (най-често – шал или пръстен). След „поканата“ девойката е минавала през банята, след изкъпването е обличана в най-хубави дрехи и придружавана до вратата на спалнята на султана, където е следвало да изчака султана и в никакъв случай не бивало да си ляга преди да пристигне държавният глава. При влизане на султана в спалнята наложницата пропълзявала до коленете му пред леглото и целувала килима пред нозете му. На сутринта султанът изпращал богати дарове или на наложницата в харема, ако през нощта с него тя му се е харесала и съответно се е справила добре на държавното ложе.

## Влияние
Влиянието на ханъмите върху султана през 17 и 18 век добило такива размери, че те били използвани като дипломатически посредници пред Османския султан от посланиците на великите сили. По този начин руският посланик в Османската империя, Михаил Кутузов, пристигайки през септември 1793 г. в Истанбул, предава на Михришах валиде султан разкошни подаръци, вследствие на които „султанът обърнал голямо внимание на специалния пратеник, който бил страшно разчувствал майка му“. Кутузов изказва специалните си благодарности на майката на султана за оказания му топъл прием от Селим III. Руският посланик реализира сериозен дипломатически успех и пробив, засилвайки влиянието на Русия върху Османската империя, успявайки да убеди султана да се присъедини към алианса срещу революционна Франция на Великия изток.
От XIX век, след премахването на робството в Османската империя, султанските наложнички прекарват доброволно живота си в харема със съгласието на родителите си, надявайки се да постигнат материално благополучие и кариера. Харемът като държавна институция на Османската империя е ликвидиран през 1908 г.